# Тяяглова
Тяяглова (ест. Tääglova), також Тяяглювя, Тяяглува, Тяглова, Колга, Орасмяе — село в Естонії, входить до складу волості Меремяе, повіту Вирумаа.